# Haus Händel
Das Haus Händel liegt in der Lindenaustraße 12 im Stadtteil Niederlößnitz der sächsischen Stadt Radebeul. Es wurde um 1905 auf einem der Bauplätze der Villenkolonie Altfriedstein errichtet, der Entwurf ist „eventuell von Felix Sommer“.

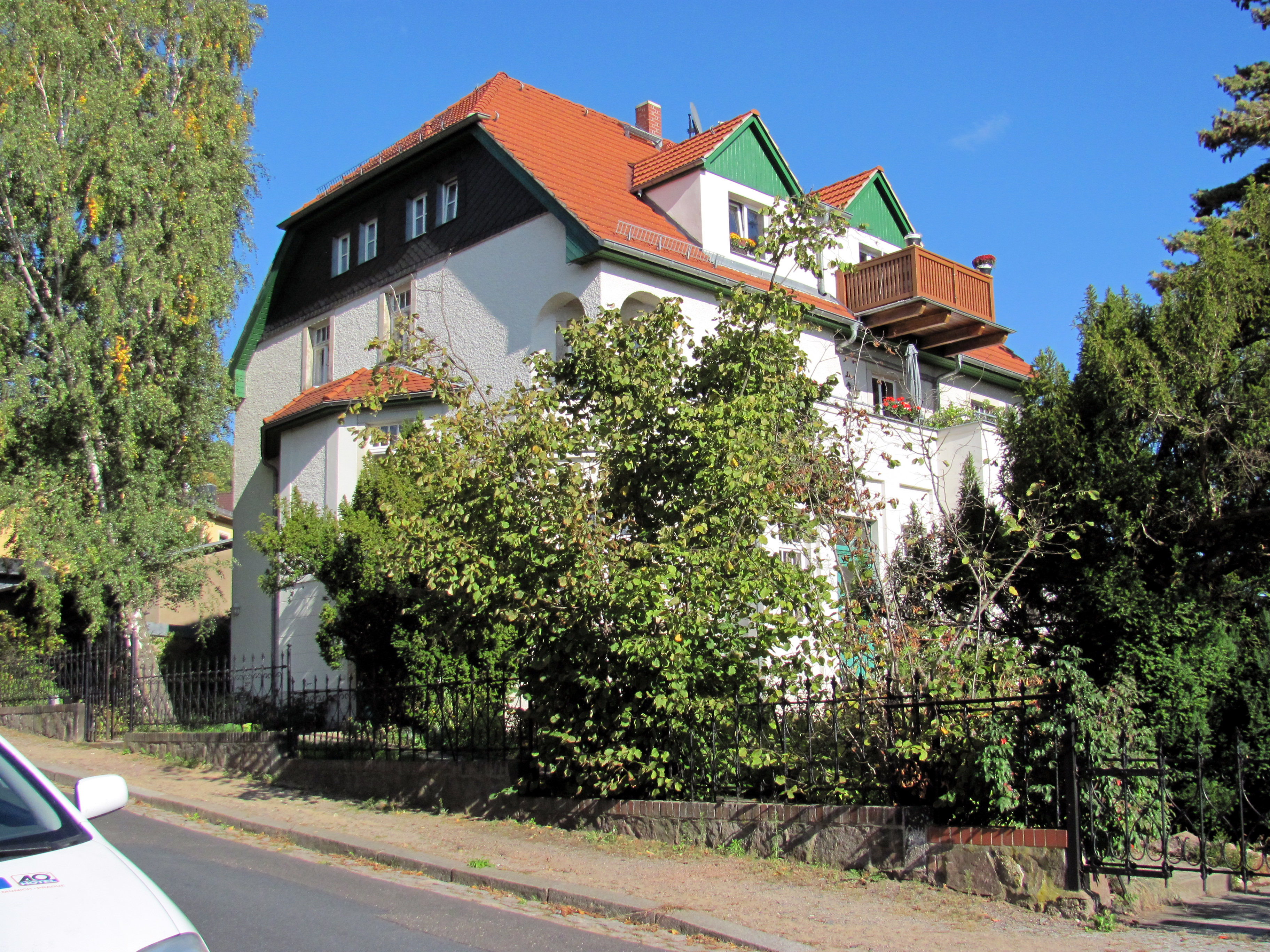
Haus Händel

## Beschreibung

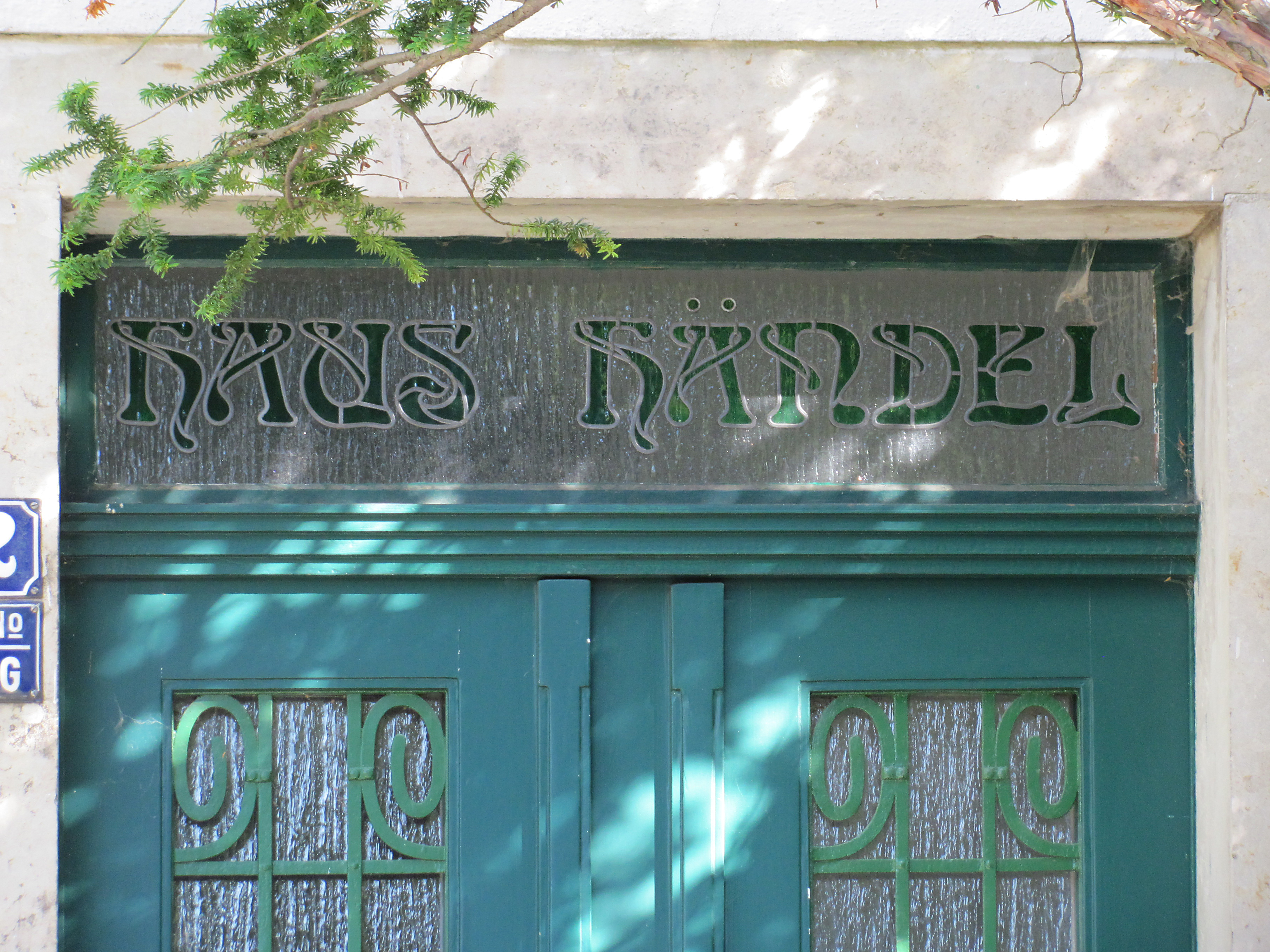
Haustür-Oberlicht mit dem Häusernamen

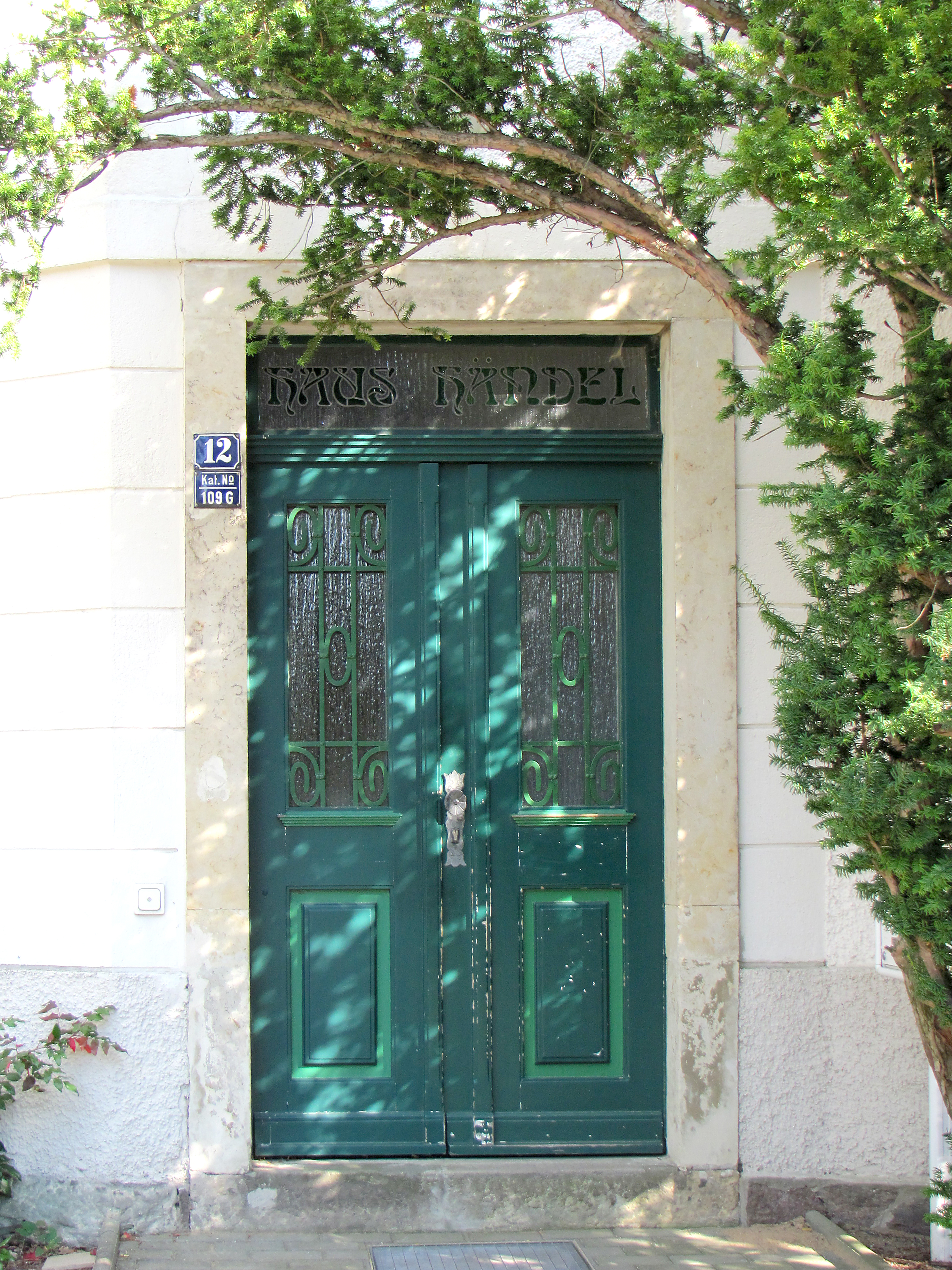
Haus Händel: Haustür

Die mit der Einfriedung unter Denkmalschutz stehende landhausartige Villa steht giebelständig zur Lindenaustraße. Das große, zweistöckige Wohnhaus mit „malerisch-unregelmäßigen Aufrissen“ trägt ein hohes, ziegelgedecktes Krüppelwalmdach.
In der Straßenansicht des schlichten Putzbaus steht ein polygonaler Standerker, in dem sich der Hauseingang befindet. In dem Oberlicht der Eingangstür findet sich der mit farbigen Gläsern gesetzte Häusername in jugendstiliger Schrift. An der rechten Gebäudeecke steht über Eck ein weiterer polygonaler Standerker, diesmal mit Austritt obenauf. In der rechten Seitenansicht, der Gartenansicht nach Süden hin, stehen weitere, diesmal rechteckige, Standerker. In dem ausgebauten Dachgeschoss nach dieser Seite befindet sich ein Dachhäuschen in Form einer Zwillings-Giebelgaube. Vor der rechten davon hängt ein hölzerner Balkon. Auf der Gebäuderückseite steht, nach Süden hin, ein Seitenrisalit mit einem Dreiecksgiebel.
Die Einfriedung besteht aus Lanzettzaunfeldern zwischen metallenen Pfosten.